# Pi (Kunstprojekt)
Koordinaten: 48° 12′ 3,6″ N, 16° 22′ 1,2″ O

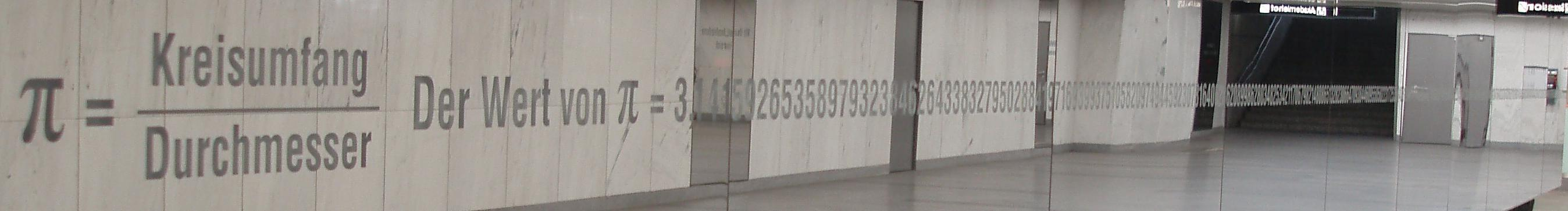
Darstellung der Kreiszahl π in der Westpassage

Pi ist die Bezeichnung einer Medieninstallation in der Nähe des Wiener Karlsplatzes. „Pi“ befindet sich in der Westpassage der U-Bahn-Station Karlsplatz zwischen den Abgängen zur U-Bahn und dem Ausgang beim Secessionsgebäude nahe dem Wiener Naschmarkt. Das Kunstprojekt wurde vom kanadischen Künstler Ken Lum aus Vancouver entwickelt.
Pi, das von Jänner 2005 bis November 2006 installiert und am 1. Dezember 2006 eröffnet wurde, besteht aus statistischen Informationen und einer Darstellung der Kreiszahl π mit 478 Nachkommastellen. Nach diesen werden die jeweils letzten berechneten Dezimalstellen projiziert, was auf die besondere Bedeutung der für die Medieninstallation namensgebenden Zahl und auf ihre Unendlichkeit hinweist. 
Auf einer Länge von 130 Metern werden neben der Zahl Pi auf spiegelnden Vitrinen – insgesamt 16, die als factoids bezeichnet werden – verschiedenste statistische Daten in Echtzeit vermittelt. Neben der Weltbevölkerung werden ernste Themen wie zum Beispiel die weltweite Anzahl der unterernährten Kinder, das Wachstum der Sahara seit Jahresbeginn und die Zeit bis zur Wiederbewohnbarkeit Tschornobyls angezeigt. Auch weniger ernste Themen wie die Zahl der in Wien verzehrten Schnitzel seit Jahresbeginn oder die momentane Zahl der Verliebten in Wien kommen vor.
In einer inmitten der Passage stehenden, einsehbaren Vitrine befinden sich Abbildungen, Texte und Bücher zu den Themen Bevölkerungsentwicklung und Migration.
Die wissenschaftlichen Daten erarbeitete Ken Lum gemeinsam mit dem Institut SORA, das zu Beginn des Projekts in einer Konzeptstudie für Datenrecherche und Berechnung der Algorithmen verantwortlich war. Seither aktualisiert SORA die Daten einmal jährlich zum Jahreswechsel. „Pi“ soll zeigen, dass zeitgenössische Kunst in der Lage ist, Kunst mit Wissenschaft, Architektur und Soziologie zu verbinden. Ziel dieses Projektes war, den Karlsplatz zu einem „pulsierenden Ort der Begegnung, zu einem künstlerisch kommunikativen Treffpunkt mit Strahlkraft“ zu machen.

## Galerie

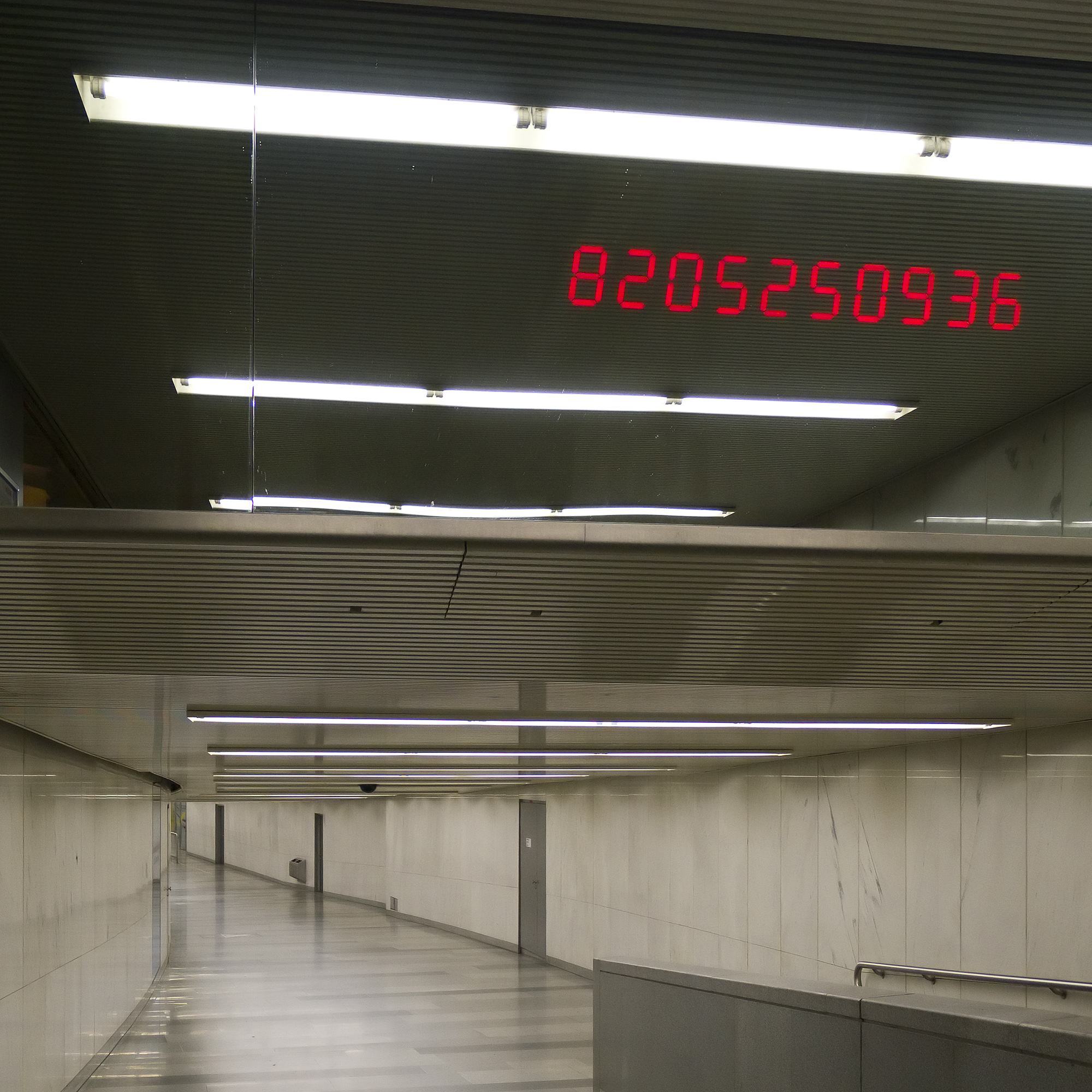
Installation „Pi“, Zufallszahl
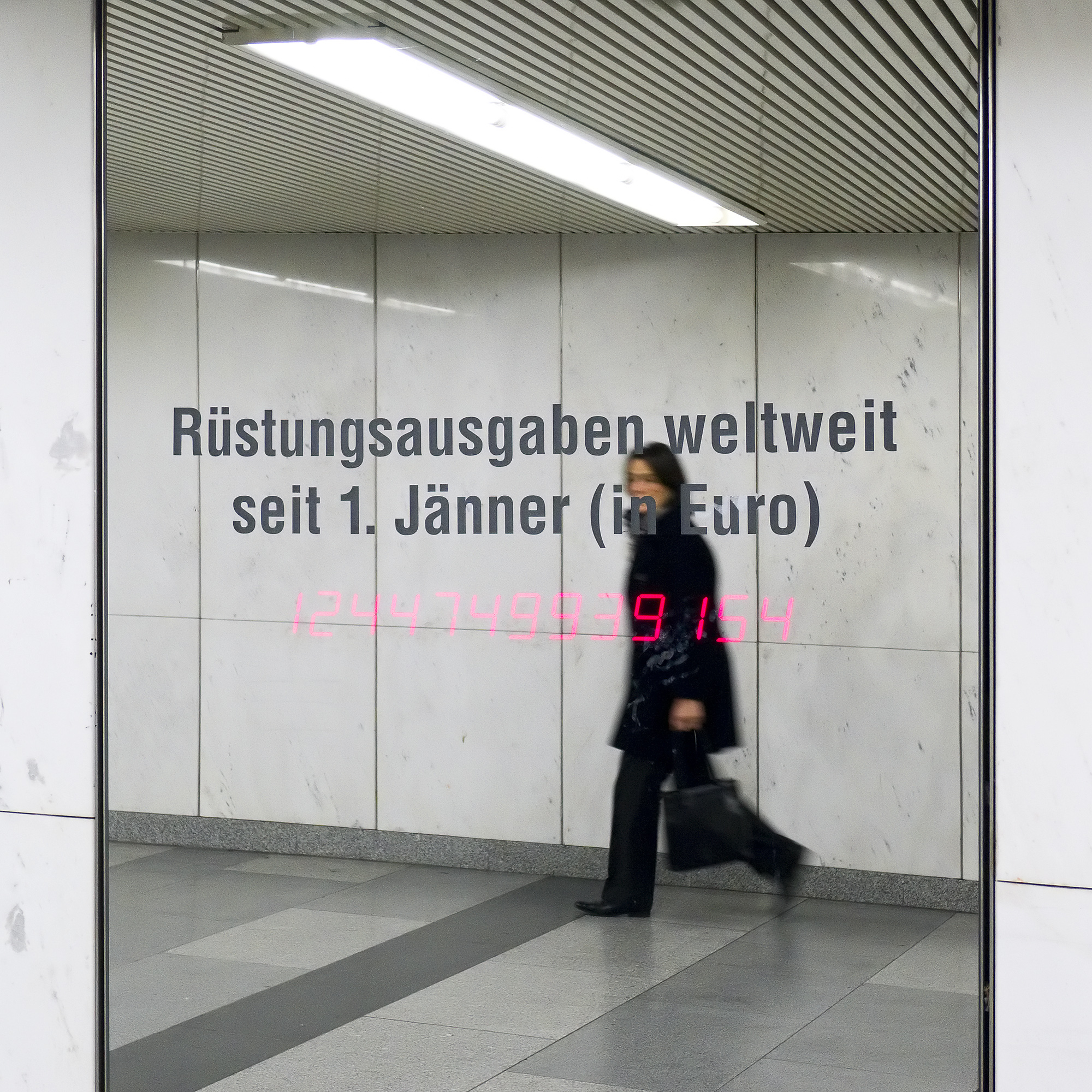
Installation „Pi“, Rüstungsausgaben
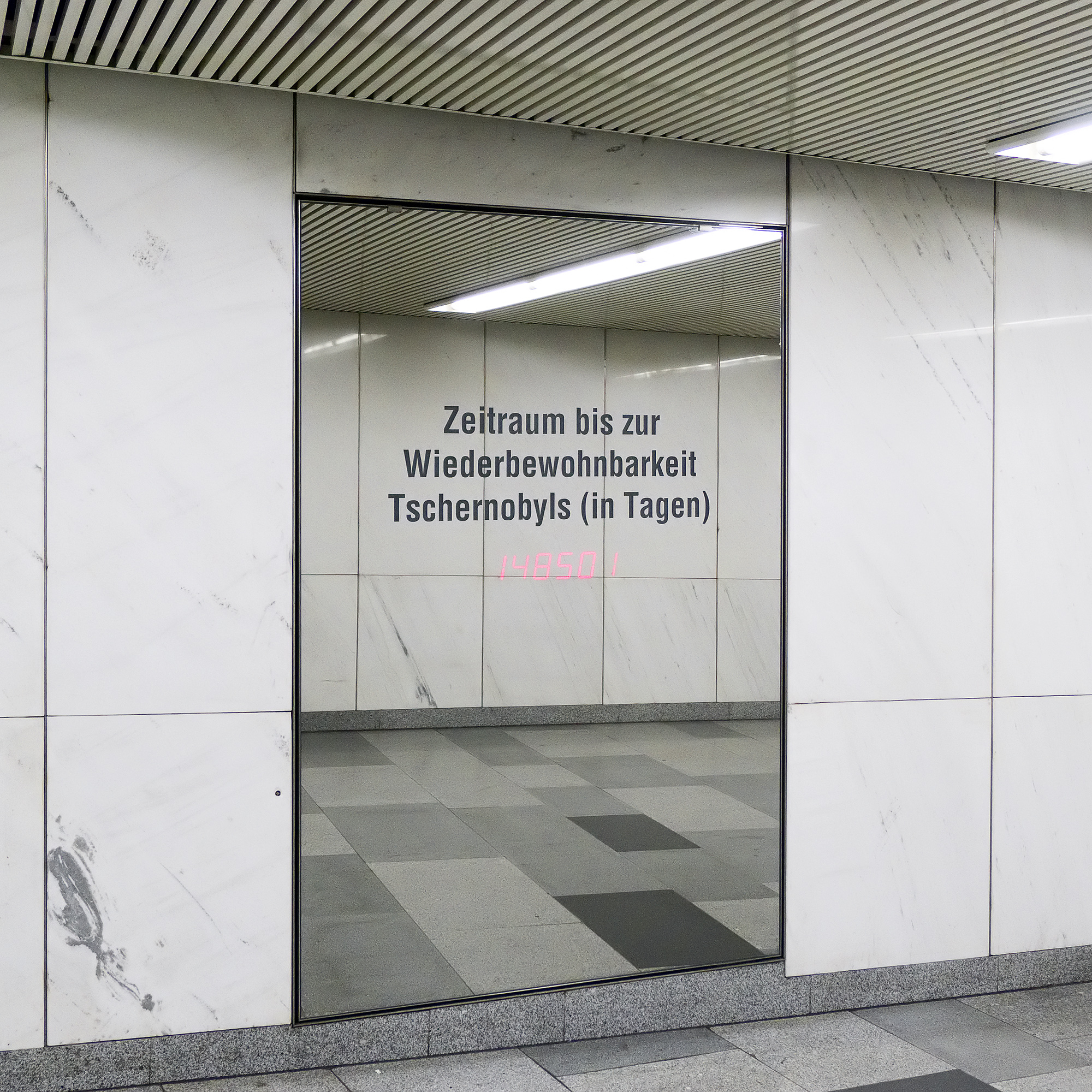
Installation „Pi“, Tschernobyl
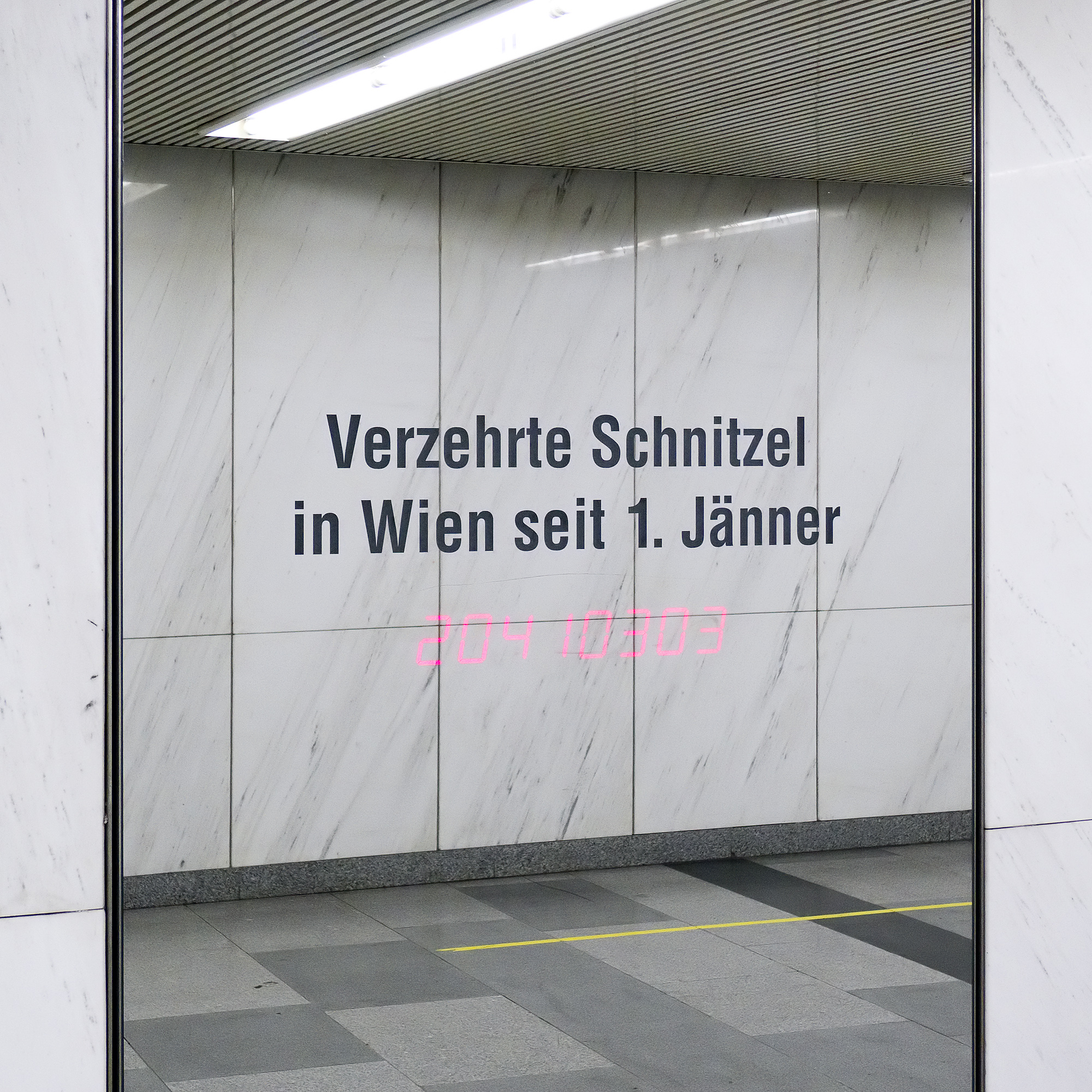
Installation „Pi“, Verzehrte Schnitzel
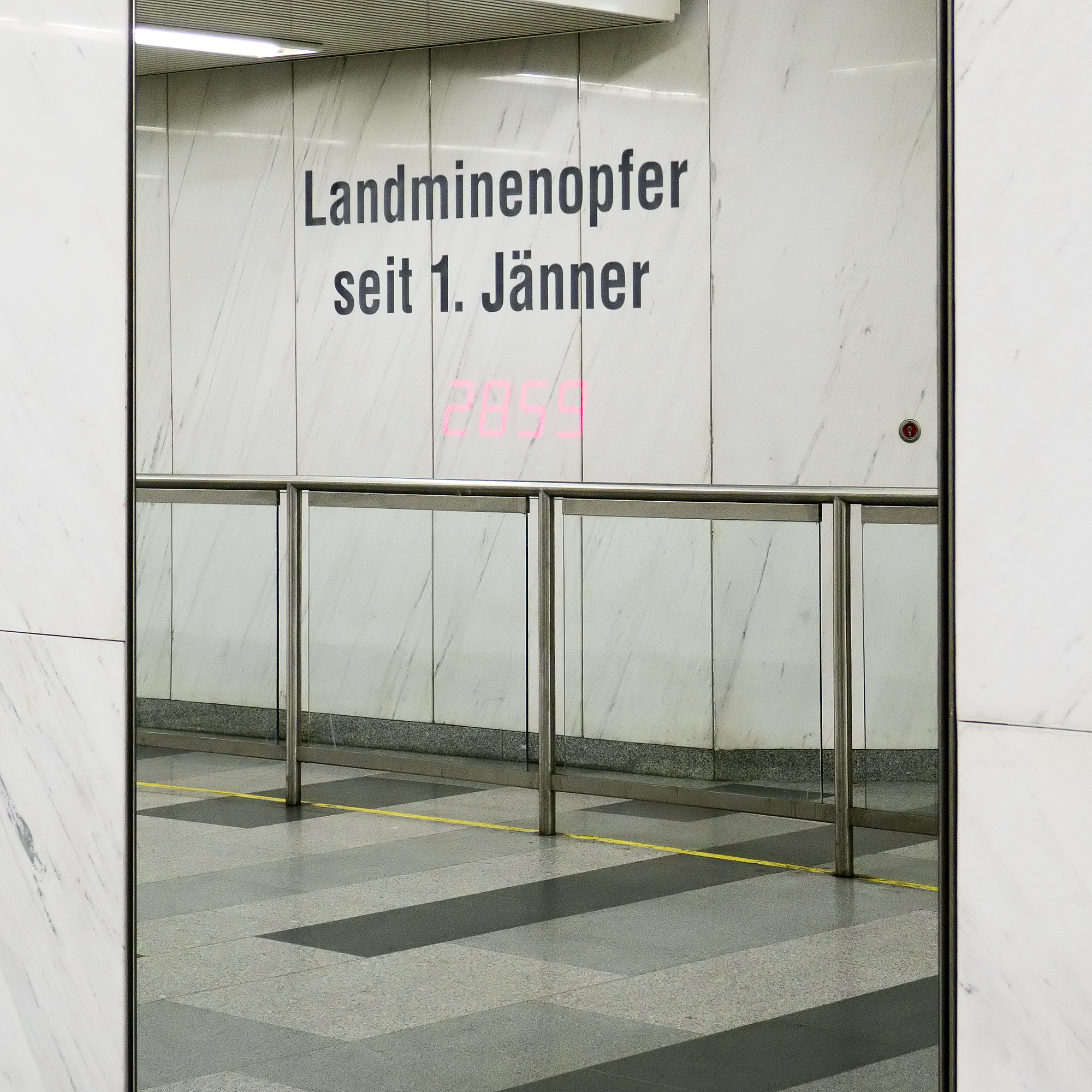
Installation „Pi“, Landminenopfer
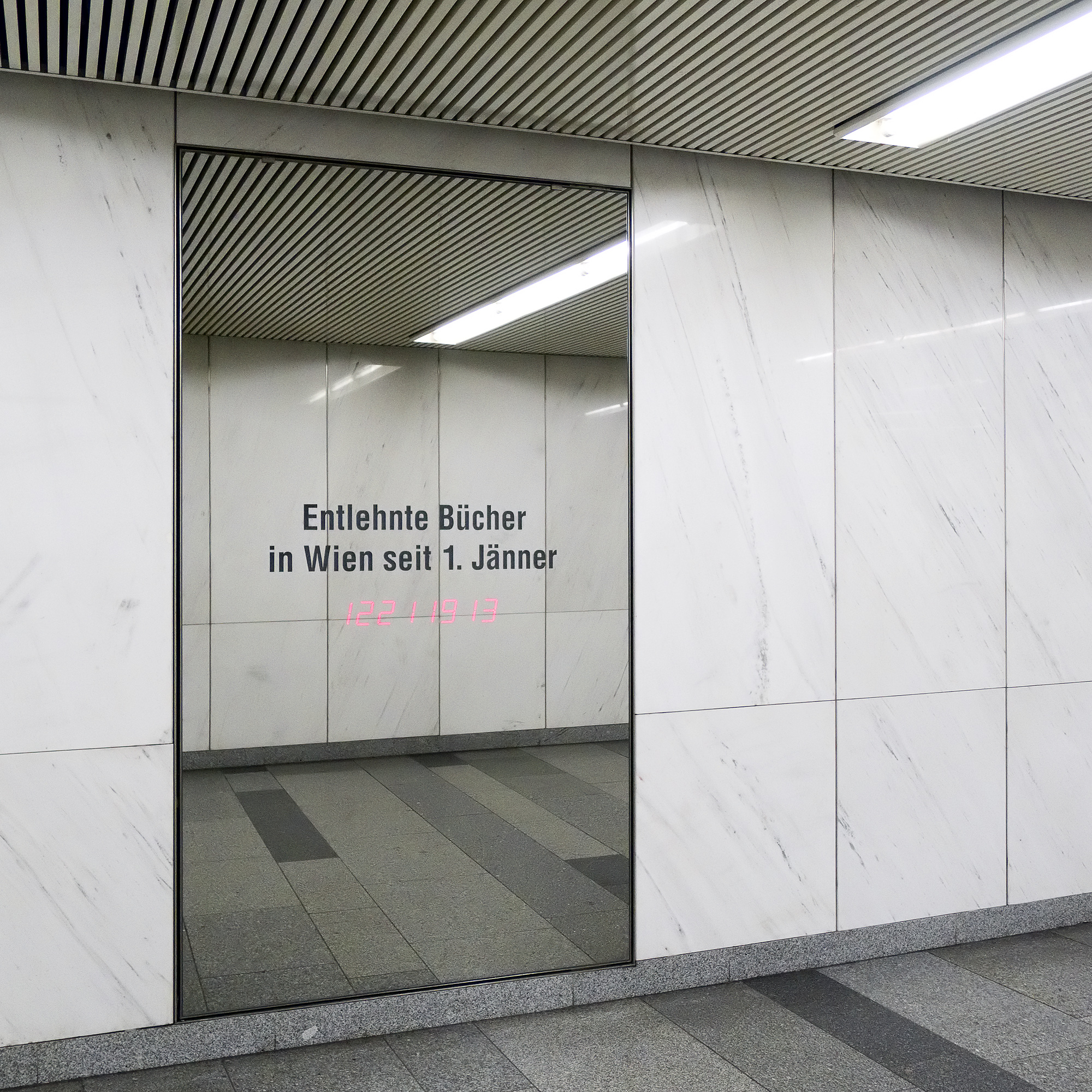
Installation „Pi“, Entlehnte Bücher
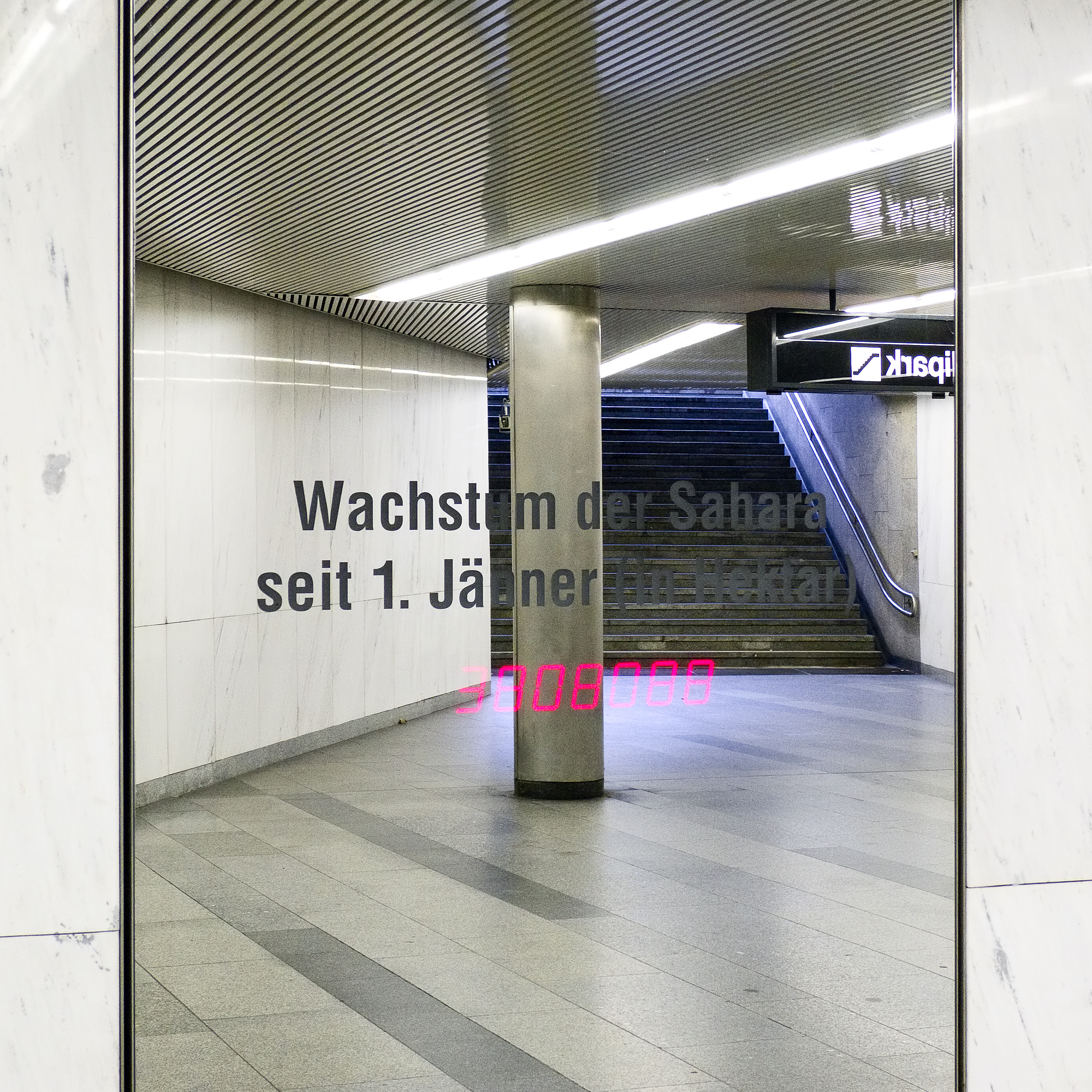
Installation „Pi“, Wachstum der Sahara
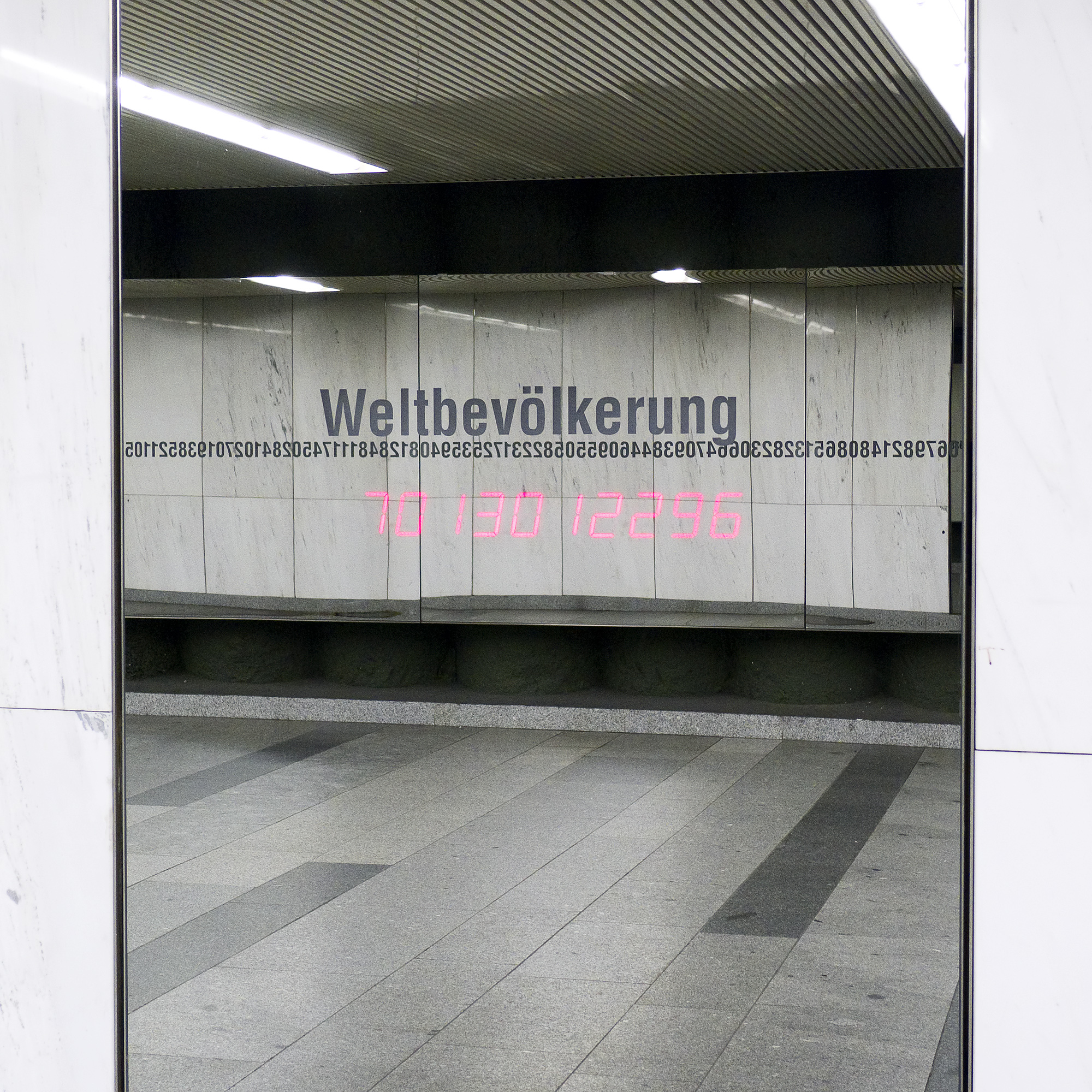
Installation „Pi“, Weltbevölkerung
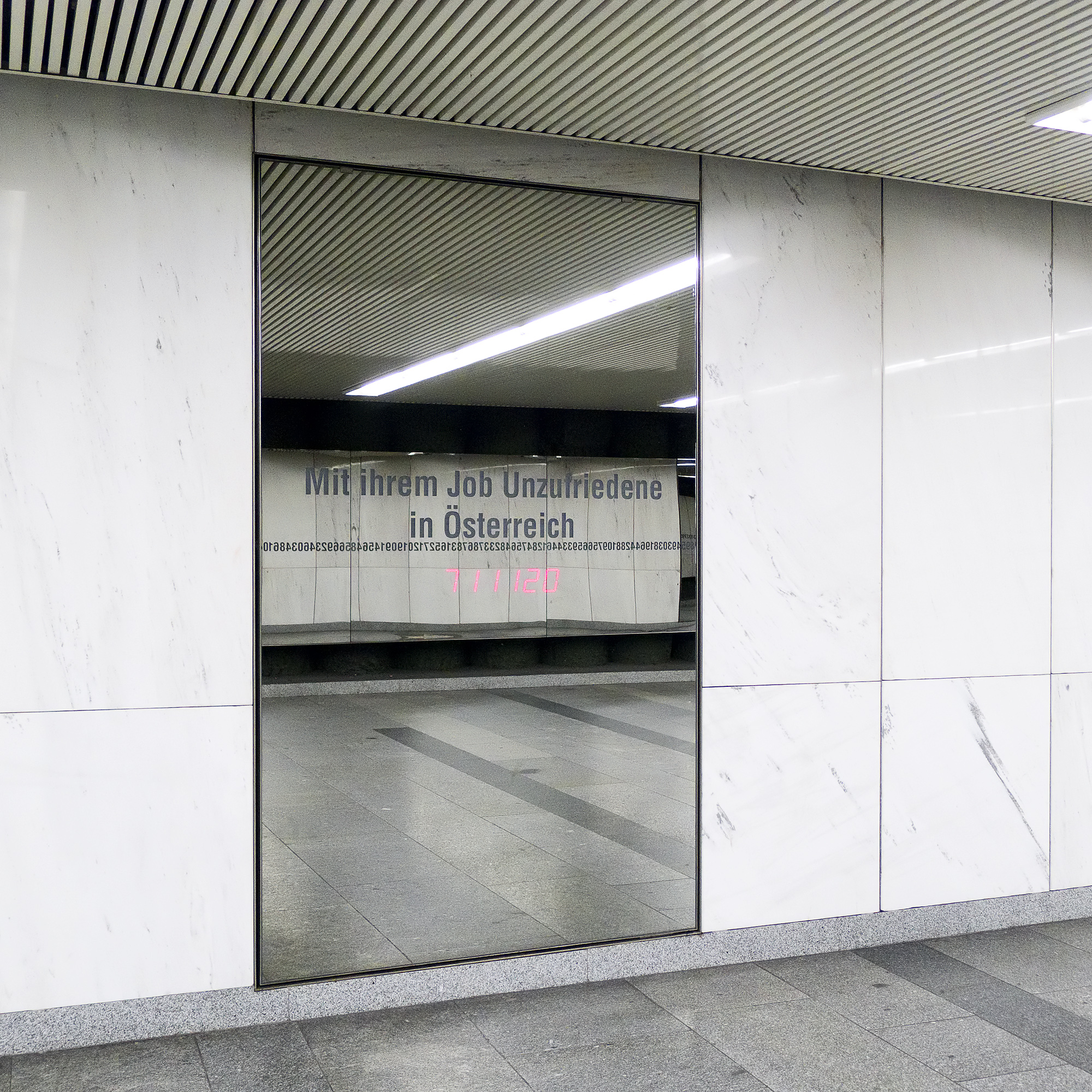
Installation „Pi“, Unzufriedene
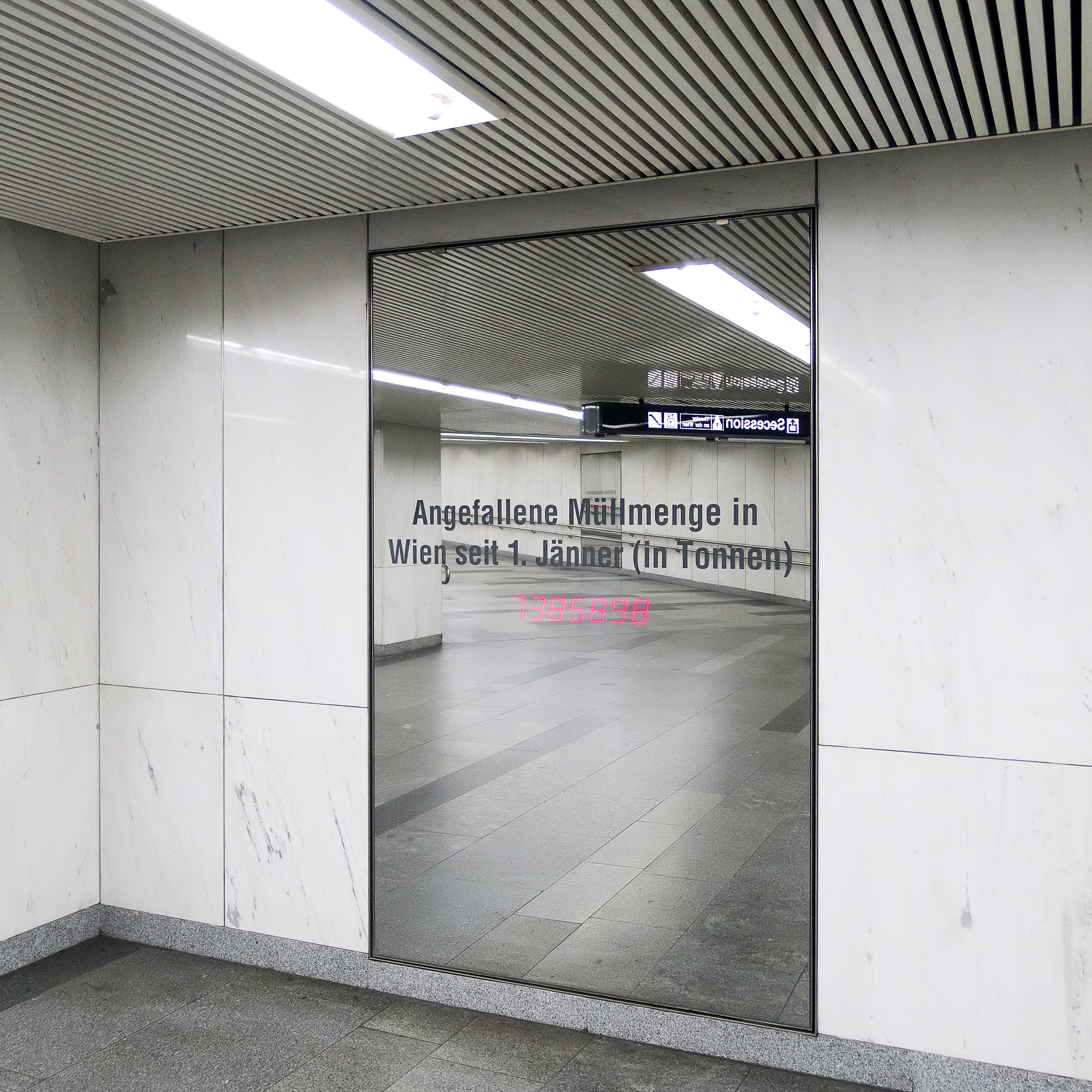
Installation „Pi“, Müllmenge
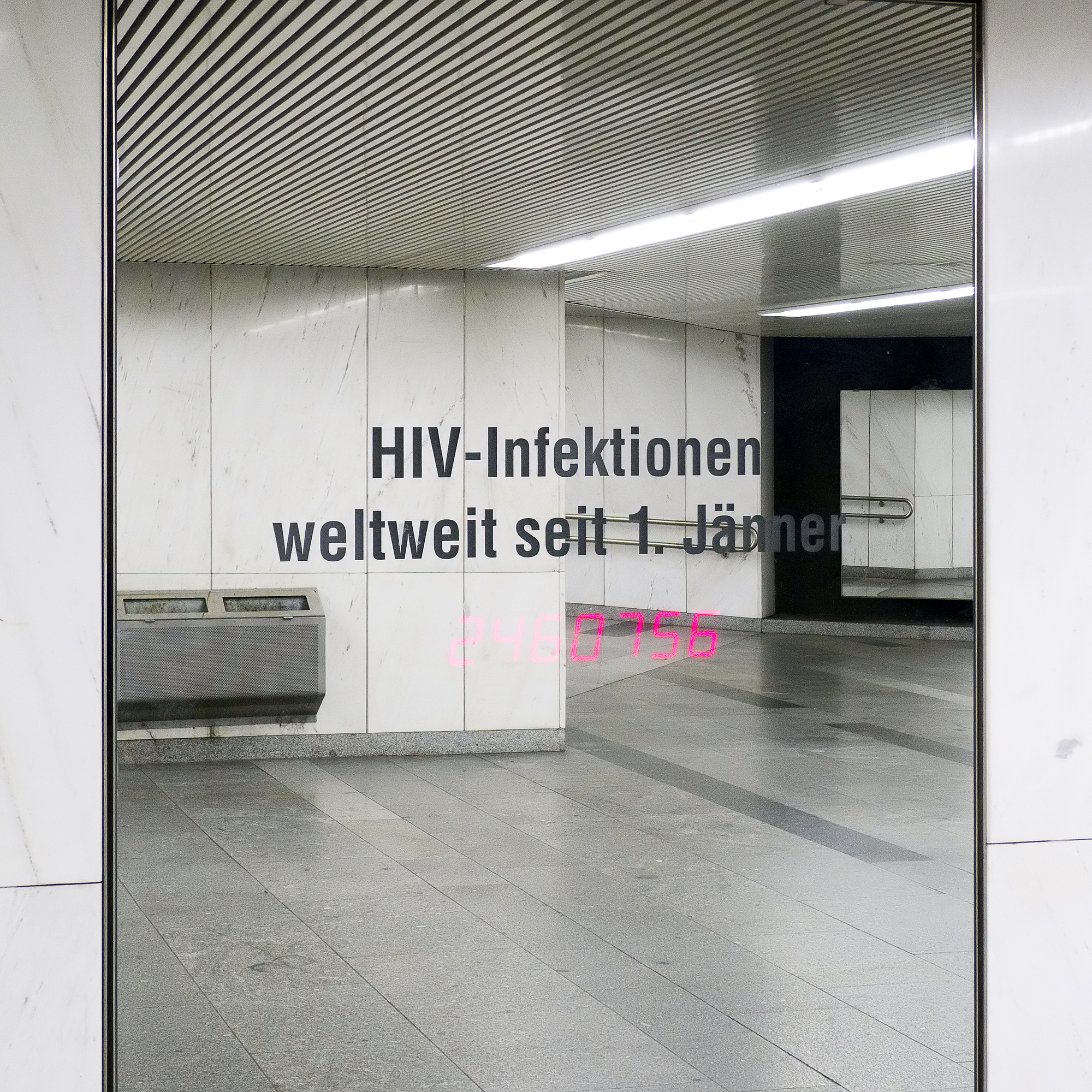
Installation „Pi“, HIV-Infektionen
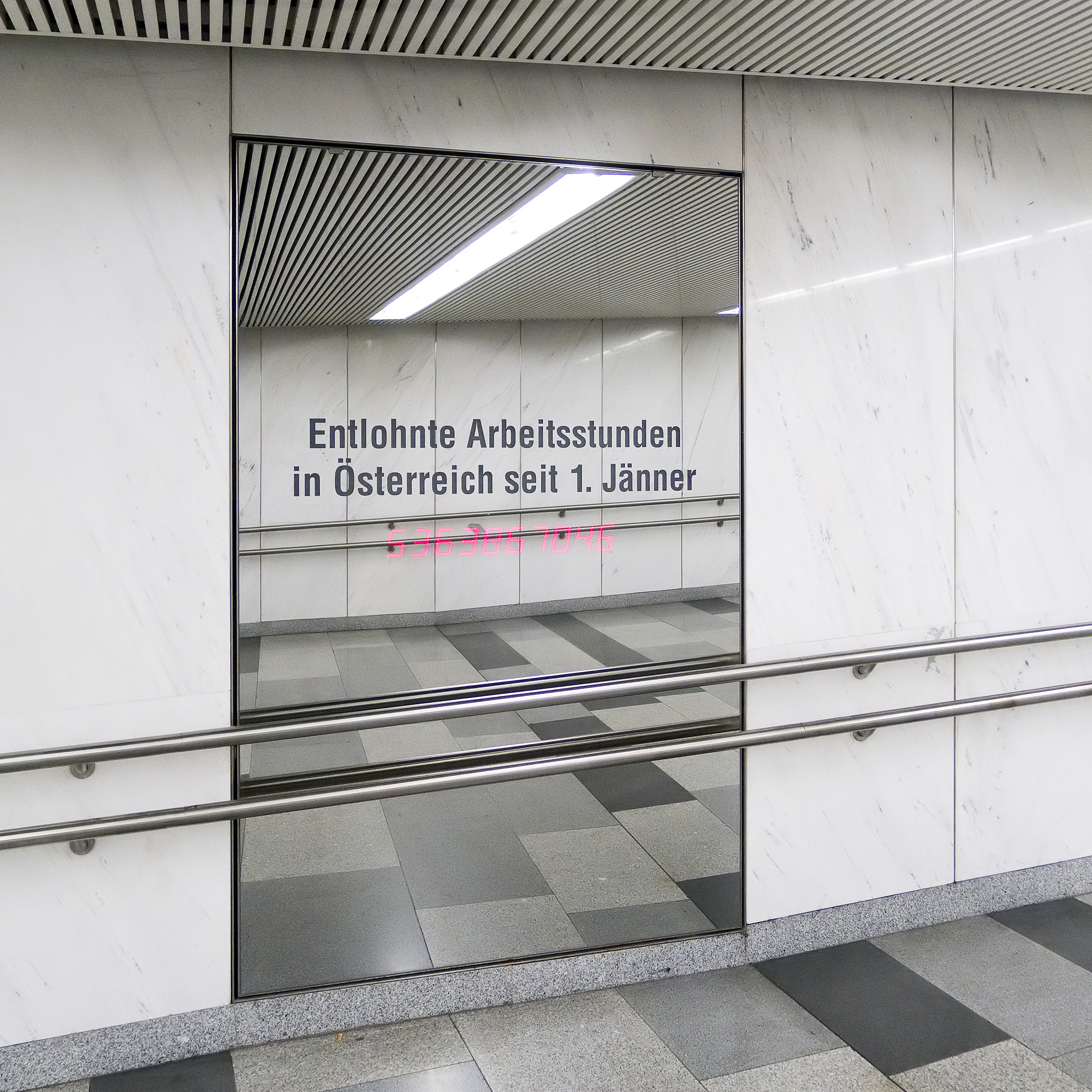
Installation „Pi“, Arbeitsstunden
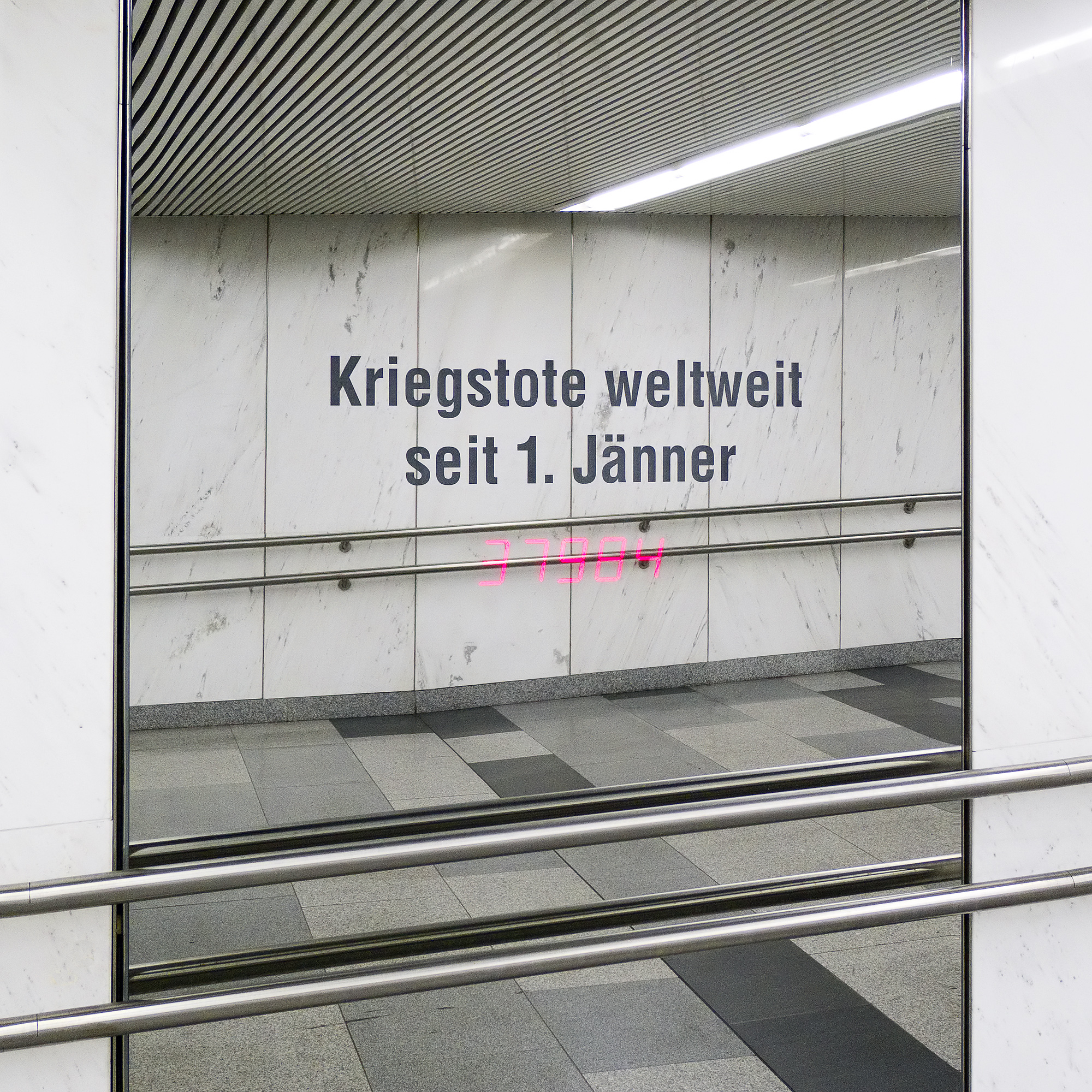
Installation „Pi“, Kriegstote
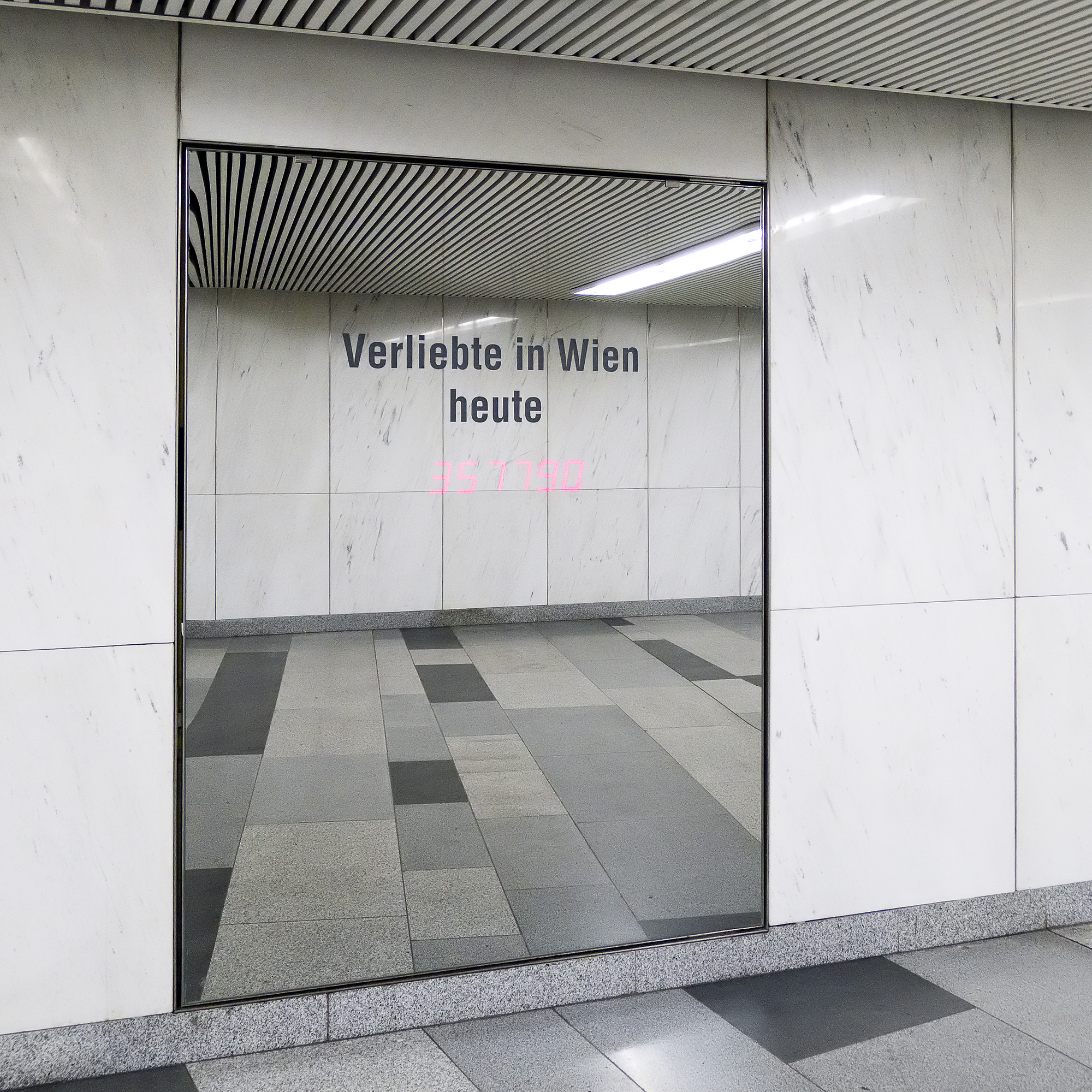
Installation „Pi“, Verliebte
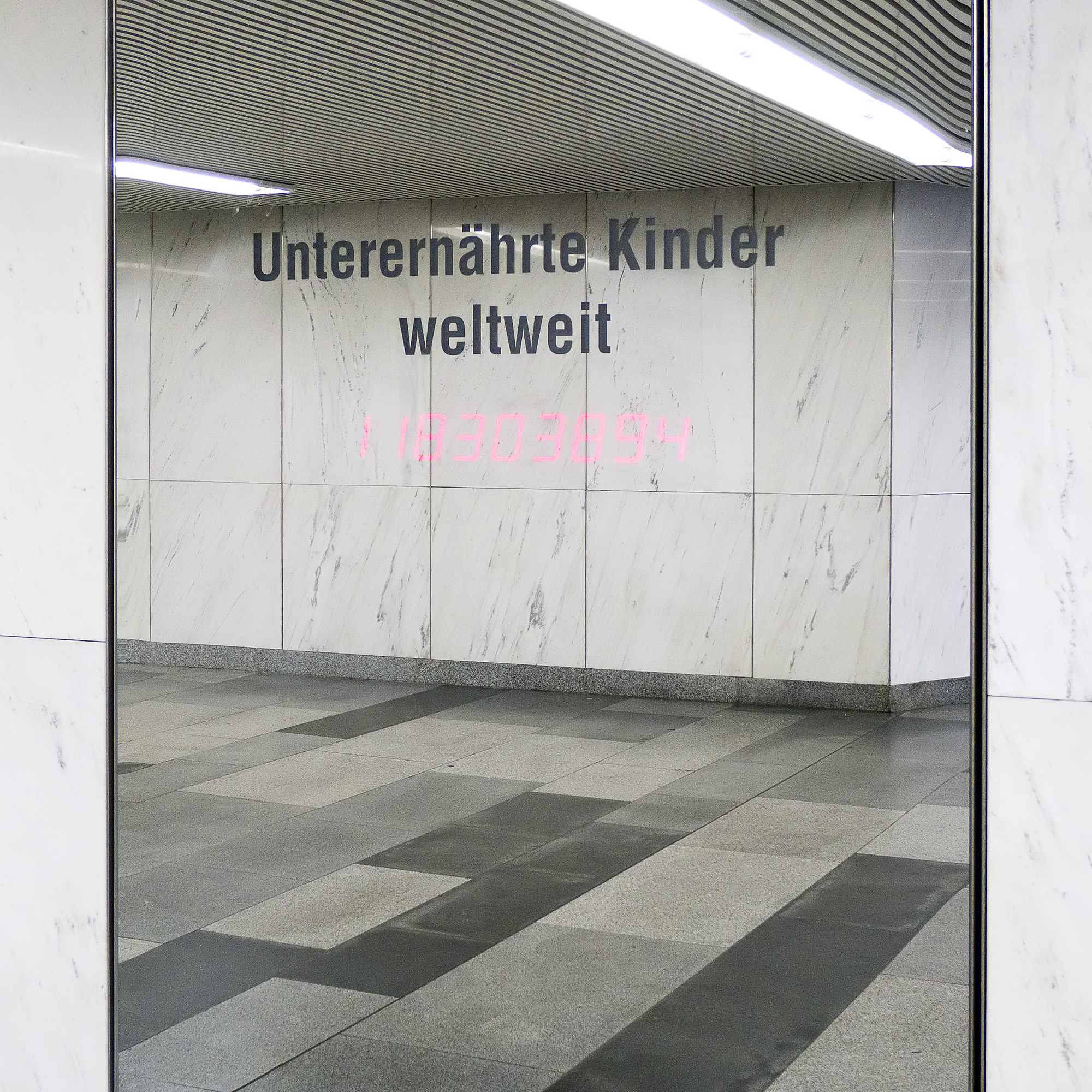
Installation „Pi“, Unterernährte Kinder
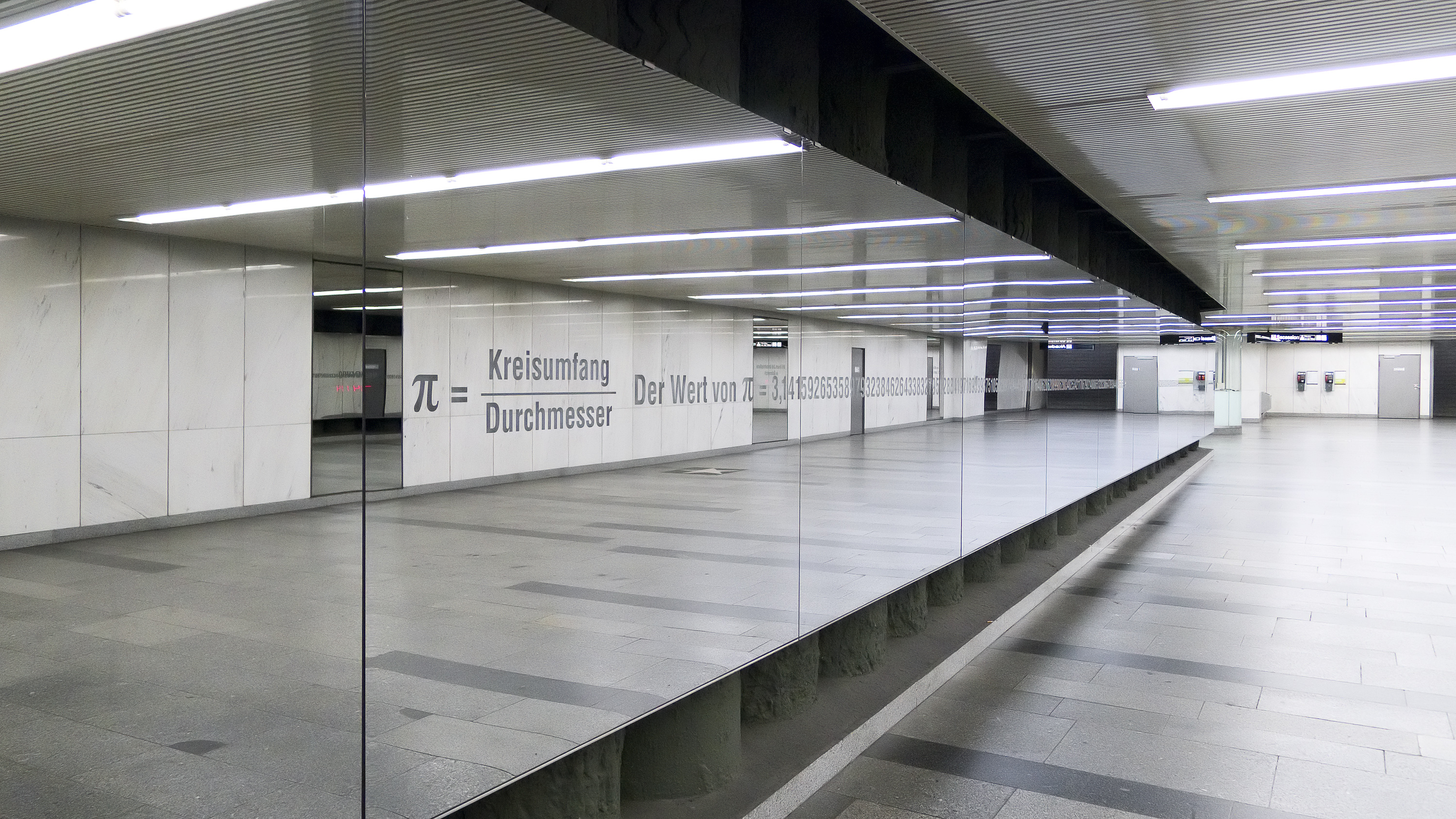
Installation „Pi“, Pi